# Christlich Demokratische Union Deutschlands (Bondsrepubliek)
De Christlich Demokratische Union Deutschlands (CDU, Christelijk Democratische Unie van Duitsland) is een politieke partij in de Bondsrepubliek Duitsland. Ze bestaat op federaal niveau sinds 1950. De CDU is een partij die zich tussen het politieke midden en centrumrechts begeeft. Ze omvat gematigd-conservatieve, christelijk-sociale en liberale politici.
In Beieren bestaat de CDU niet; daar wordt haar rol gespeeld door de CSU. De CDU werkt landelijk samen met de CSU: al hebben de twee partijen wel hun eigen structuur, hun parlementsleden vormen een gezamenlijke fractie in de Bondsdag en voeren geen tegengestelde campagnes.
De CDU heeft aanhangers onder katholieken, protestanten, landelijke belangen en leden van alle economische klassen. De partij is in het algemeen conservatief op economisch en sociaal gebied en identificeert zich meer met de rooms-katholieke en protestantse kerken dan de andere grote partijen, al is het partijprogramma eerder pragmatisch dan ideologisch.

## Geschiedenis

### Oprichting en eerste jaren (1945–1949)

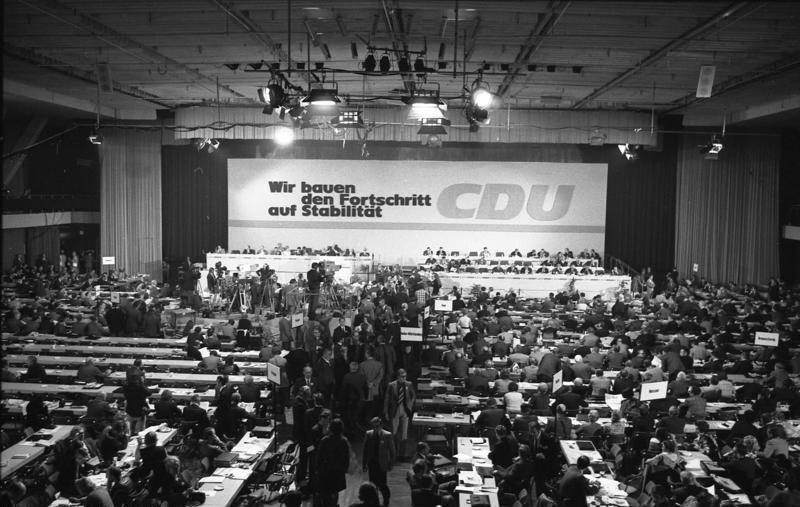
Partijcongres in 1972

Na de Tweede Wereldoorlog werden in verschillende delen van Duitsland christendemocratische partijen opgericht. Deze afzonderlijke, eerst lokale en later regionale partijen namen spoedig contact met elkaar op en besloten op 14 december 1945 om allemaal (de Beierse CSU uitgezonderd) de naam "Christelijk Democratische Unie" aan te nemen.
Medestichters van deze CDU's (of "uniepartijen") waren leden van de Rooms-Katholieke Centrumpartij – onder hen was Konrad Adenauer –, maar ook leden van de vooroorlogse conservatieve (en overwegend) Protestantse Duitse Nationale Volkspartij (DNVP), de conservatief-liberale Duitse Volkspartij (DVP) en een aantal leden van de liberale Duitse Democratische Partij (DDP). In de periode kort na het eindigen van de Tweede Wereldoorlog werden invloedrijke afdelingen gesticht in het Rijnland, Berlijn, Hamburg en Bremen. Veel van de oprichters waren in en voor de Tweede Wereldoorlog betrokken bij het verzet tegen Hitler (Andreas Hermes, Jakob Kaiser, Konrad Adenauer).
De christendemocratie was een van de vier politieke stromingen die door alle bezetters werden toegestaan (de andere waren de liberalen, sociaaldemocraten en communisten). Aaneensluiting tot een landelijke partij werd echter door de Amerikaanse, Franse en Sovjet-Russische bezettingsmachten tegengehouden. Ook de onderlinge samenwerking verliep in de eerste jaren overigens moeizaam. Ook later zou de CDU een federale structuur houden met een grote mate van autonomie voor de verschillende CDU-afdelingen in de Duitse deelstaten.
Terwijl aanvankelijk de Berlijnse CDU een leidende positie had, ontwikkelde de Rijnlandse CDU van Konrad Adenauer zich al gauw tot de krachtigste afdeling. In 1946 kwam de Rijnlandse CDU als eerste van de uniepartijen met een eigen programma. Dit Neheim-Hüstener Programm was gematigd links van karakter en beoogde de invoering van een gesocialiseerde economische orde voor heel Duitsland. In 1947 nam de Rijnlandse CDU een nieuw programma aan dat nog linkser van karakter was. Dit zgn. Ahlener Programm, dat werd overgenomen door de andere uniepartijen, werd al snel een dode letter, daar de CDU al spoedig een meer rechtse koers ging varen.

### Het Adenauer-tijdperk (1949–1963)
In 1949 kwam de Bondsrepubliek Duitsland tot stand met Adenauer als eerste bondskanselier. Op 11 mei 1950 vond een conferentie van de verschillende uniepartijen plaats. Tijdens deze conferentie besloten de deze zich aaneen te sluiten tot een federale partij. In de Sovjet-bezettingszone in Duitsland was inmiddels de Duitse Democratische Republiek (DDR) opgericht en de uniepartij in dat gebied (de "Ost-CDU") stond al sinds eind 1947 onder toezicht van de communistische machthebbers; deze partij bleef dan ook buiten de fusie. Dit gold ook voor de Beierse CSU.
Op 21 oktober 1950 vond de eerste federale partijdag van de (West-Duitse) CDU plaats in Goslar (Nedersaksen) en werd Adenauer tot landelijk voorzitter van de CDU gekozen. Onder leiding van Adenauer groeide de CDU uit tot de machtigste partij van de Bondsrepubliek. Onder Adenauer en zijn minister van Economische Zaken (en latere bondskanselier), Ludwig Erhard, nam de CDU afstand van haar progressieve koers (overigens onder groot protest van de linkervleugel o.l.v. Jakob Kaiser en Ernst Lemmer) en ging een duidelijk liberaal-economische koers varen. Erhard, een overtuigd liberaal, was met zijn sociale markteconomie grotendeels verantwoordelijk voor de economische groei in de jaren 50 (Wirtschaftswunder). Adenauer zag af van een neutrale buitenlandse politiek en richtte zich volledig op het Westen.
Bij de Bondsdagverkiezingen van 1957 behaalde de CDU/CSU de absolute meerderheid. Toch koos Adenauer ervoor zijn coalitie met de conservatief-liberalen (FDP) en conservatieven (DP) voort te zetten. In 1960 ging de conservatieve Deutsche Partei grotendeels op in de CDU. Bij de Bondsdagverkiezingen van 1961 verloor de CDU weliswaar haar absolute meerderheid in de Bondsdag, maar kon haar coalitie met de FDP voortzetten.

### Na Adenauer en in de oppositie (1963–1982)

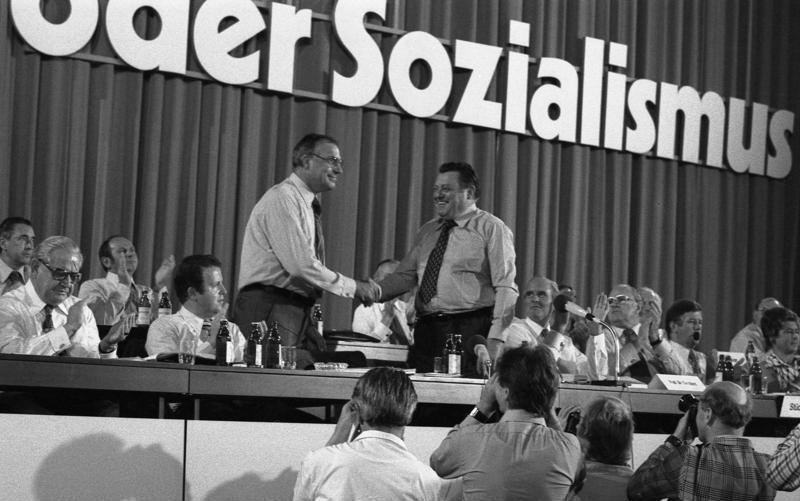
Partijcongres in 1976, met Helmut Kohl en CSU-leider Franz Josef Strauß

In 1963 trad Adenauer als bondskanselier af en werd opgevolgd door Ludwig Erhard. Bij de Bondsdagverkiezingen van 1965 boekte de CDU winst en kon Erhard verder regeren. Conflicten over zijn financieel-economische politiek alsook de economische crisis leidde tot de terugtrekking van de FDP-ministers uit de regering. Erhard trad af en werd vervangen door Kurt Georg Kiesinger, die een grote coalitie vormde met de Sociaaldemocratische Partij van Duitsland (SPD). Bij deze verkiezingen leed een klein verlies, maar daar de FDP van Walter Scheel besloot een kabinet te vormen met de SPD van Willy Brandt, kwam de CDU voor het eerst in haar bestaan in de oppositie terecht.
Erhard en Kiesinger werden partijleiders kort nadat ze kanselier werden. Hun opvolger werd de fractievoorzitter Rainer Barzel. Hij probeerde in 1972 zich door de Bondsdag tot nieuwe kanselier te laten kiezen maar faalde op het nippertje. De CDU/CSU was tegen de nieuwe politiek van de regering tegenover de landen in Oost-Europa, en ze vond dat de regering te veel geld uitgaf. Bij de Bondsdagverkiezingen van 1972 leed de CDU/CSU wel een duidelijke nederlaag: van de 242 zetels in de Bondsdag bleven er 225 over. Helmut Kohl, de jonge minister-president van Rijnland-Palts, nam in 1973 het partijvoorzitterschap over. Hij moderniseerde de partij en maakte van haar een echte ledenpartij.
In 1976 werd de CDU/CSU bij de verkiezingen weer de grootste fractie in de Bondsdag, maar de SPD en de FDP behielden hun meerderheid. Helmut Schmidt, die zijn partijgenoot Willy Brandt in 1974 was opgevolgd als bondskanselier, bleef in functie. Bij de Bondsdagverkiezingen van 1980 leed de CDU/CSU onder kanselierskandidaat Franz Josef Strauß een nederlaag, maar dankzij het uiteenvallen van de SPD-FDP-coalitie in 1982, werd Kohl dat jaar bondskanselier van een coalitie van CDU en FDP.

### Tijdperk-Helmut Kohl (1982–1998)
In 1983 boekte de CDU een flinke winst, die in 1987 weer verloren ging. Helmut Kohl kon echter als bondskanselier aanblijven.
Na de val van de Berlijnse Muur in 1989 werden er contacten gelegd met de Oost-Duitse CDU van Lothar de Maizière, wat er uiteindelijk toe leidde dat de West-Duitse CDU de campagne van de Oost-Duitse zusterpartij steunde. Bij de Volkskammerverkiezingen van 18 maart 1990 werd de CDU de grootste partij en werd De Maizière de eerste niet-communistische minister-president van de DDR. In oktober 1990 ging de Oost-Duitse CDU op in de West-Duitse CDU. Na de Duitse hereniging (1990) boekte de CDU onder leiding van Helmut Kohl een grote verkiezingsoverwinning. Bij de Bondsdagverkiezingen van 2 december 1990 kreeg de Union 319 van de in totaal 662 zetels. Kohl werd hiermee de eerste bondskanselier van het herenigde Duitsland. In 1994 aanvaardde Kohl namens CDU, CSU en FDP opnieuw het kandidatuur voor het bondskanselierschap. Hoewel de CDU en haar coalitiepartners veel zetels verloren bij de Bondsdagverkiezingen van 1994, behield zij haar meerderheid en werd Kohl opnieuw gekozen tot bondskanselier.
In de aanloop naar de Bondsdagverkiezingen van 1998 werd Kohl opnieuw door CDU, CSU en FDP voorgedragen voor het bondskanselierschap onder het motto "Stabiliteit, geen risico's". Zijn voornaamste tegenkandidaat was Gerhard Schröder van de SPD, die zich presenteerde als man van het midden en als hervormingsgezind politicus. De CDU stond er in de peilingen slecht voor, terwijl de SPD er van meet af aan juist goed voor stond. De SPD won dan ook de verkiezingen van 27 september en Schröder werd gekozen tot bondskanselier. Omdat de SPD niet over een absolute meerderheid beschikte in de Bondsdag besloot Schröder om samen te regeren met Bündnis 90/Die Grünen. De CDU, CSU en de FDP kwamen in de oppositiebankjes terecht.

### De CDU rond de eeuwwisseling (1998–2005)
In 1999 en 2000 kwam de CDU als gevolg van het partijfinancieringsschandaal in problemen. Onder Kohl had de partij illegale bijdragen ontvangen. Diepgaand onderzoek door de Bondsdag toonde aan dat ook Helmut Kohl persoonlijk betrokken was geweest bij het schandaal. In 2000 verloor Kohl zijn erelidmaatschap van de CDU.
Bij de Bondsdagverkiezingen van 2002 trad de Beierse minister-president Edmund Stoiber op als kandidaat voor het bondskanselierschap. Zowel SPD als CDU verloren zetels, maar de kleinere partijen FDP, CSU en Die Grünen boekten wel winst. De SPD-fractie in de Bondsdag bleek na de verkiezingen maar drie zetels groter dan de Union-fractie. Schröders coalitie van SPD en Die Grünen bleef echter de grootste.

### Tijdperk-Angela Merkel (2005–2021)
Bij de Bondsdagverkiezingen van 2005 was Angela Merkel, die in de DDR was opgegroeid, kandidaat voor het bondskanselierschap. Merkel was de eerste vrouwelijke kandidaat voor het ambt van bondskanselier in de Duitse geschiedenis. In aanloop naar de verkiezingen streefde Merkel naar een coalitie van CDU/CSU met de FDP. De uitslag voor de verkiezingen was voor de CDU echter slecht. De CDU/CSU verloor 22 zetels en kwam in totaal op 226 zetels. De SPD van Schröder verloor 29 zetels en bleef steken op 222 zetels. CDU/CSU had dus in totaal maar vier zetels meer. Daar kwam nog bij dat het procentuele verschil maar 1% was. De coalitie CDU/CSU/FDP had in totaal 286 zetels, terwijl de SPD/Die Grünen coalitie 273 zetels had. In totaal telde de nieuwe Bondsdag 614 zetels. Geen van beide coalities had een meerderheid in de Bondsdag. Behalve allerlei ingewikkelde constructies bleek een "grote coalitie" de vruchtbaarste. Angela Merkel, de eerste vrouwelijke bondskanselier, kwam aan het hoofd te staan van deze "grote coalitie" van CDU/CSU en SPD.

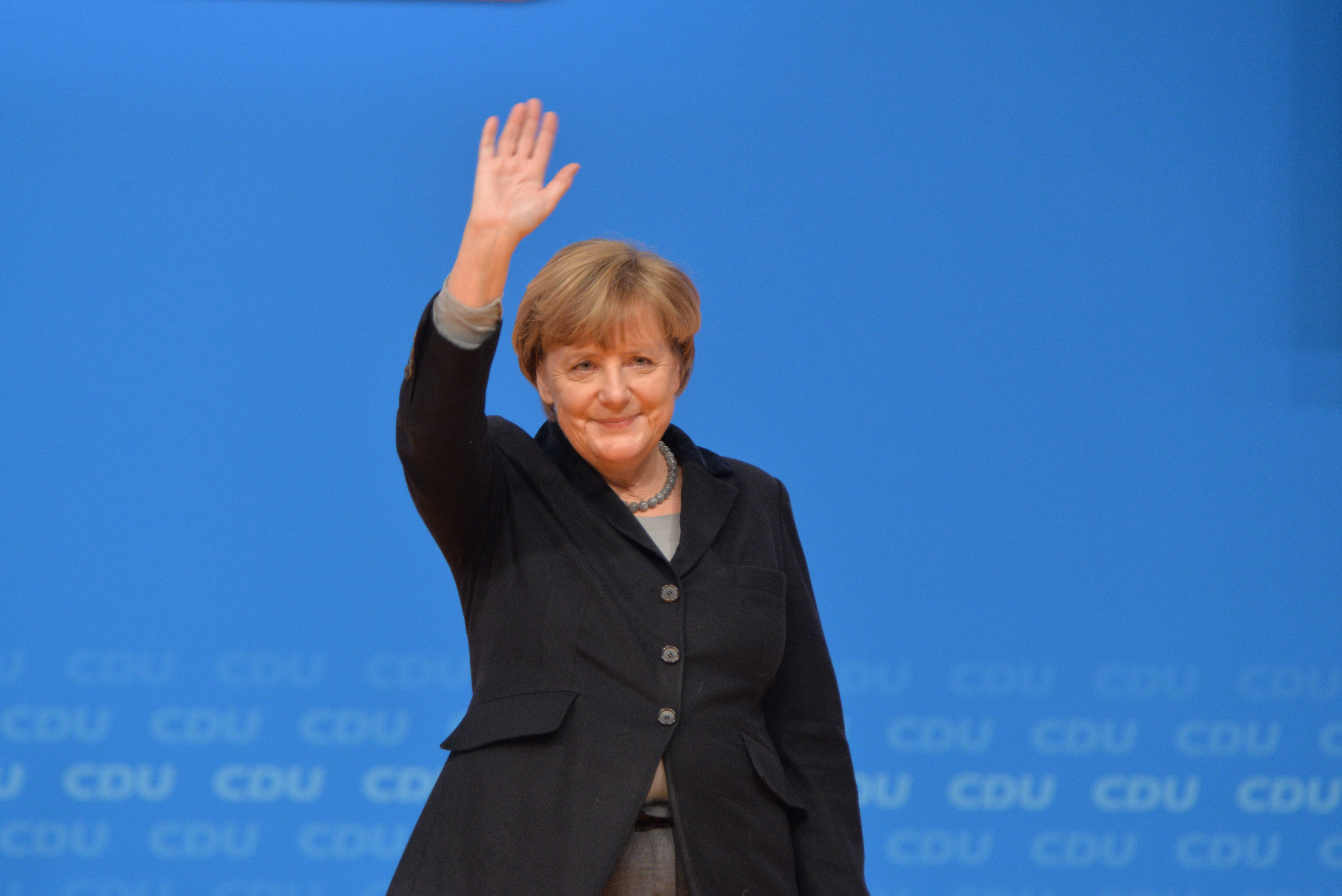
Angela Merkel op een partijcongres in Karlsruhe (2015)

Hoewel het kabinet van CDU/CSU en SPD goed werkbaar bleek, gaf de CDU/CSU in de aanloop naar de Bondsdagverkiezingen van 2009 duidelijk haar voorkeur weer voor een coalitie met de FDP van Guido Westerwelle. Bij de verkiezingen op 27 september 2009 boekten zowel de CDU als de FDP een flinke winst, hoewel de CSU een zetel moest inleveren. In totaal kreeg de Union 239 zetels (+13). Kort hierop vormde Merkel een coalitie met de FDP en werd zij herkozen als bondskanselier. Bij de Bondsdagverkiezingen in september 2013 werd de CDU/CSU wederom de grootste partij met bijna 42% van de stemmen, het kreeg 72 zetels erbij. De christelijk-liberale coalitie met de FDP kon Merkel niet voortzetten, omdat de liberalen voor het eerst in de naoorlogse geschiedenis de kiesdrempel niet haalden en verdwenen uit de Bondsdag. Merkel vormde hierop opnieuw een regering met de SPD. Het kabinet-Merkel III van CDU/CSU en SPD werd op 17 december 2013 geïnstalleerd.
Bij de Bondsdagverkiezingen van 2017 verloren de CDU en CSU een flink deel van hun electoraat en behaalde de partij haar slechtste resultaat sinds 1949. Met 246 zetels (33%) bleef de CDU/CSU desondanks met afstand de grootste fractie. Er werden onderhandelingen gevoerd voor een Jamaica-coalitie, maar het was de FDP die hier voortijdig een einde aan maakte. Uiteindelijk ging CDU/CSU verder in de grote coalitie met de SPD, waardoor het kabinet-Merkel IV werd gevormd.
In het algemeen is de CDU onder Merkel meer naar het politieke midden geschoven. Bijvoorbeeld werd de militaire dienstplicht afgeschaft en een plan voor het einde van de kernenergie in Duitsland opgesteld. Daarnaast liet Merkel toe dat de invoering van het homohuwelijk (Ehe für Alle) een vrije kwestie in het parlement werd. Dit liet rechts van de CDU/CSU ruimte voor een nieuwe partij, de Alternative für Deutschland (AfD).

### Na Merkel (2021–heden)
Angela Merkel trad eind 2018 af als partijvoorzitter. Haar opvolger werd, voor het eerst in de geschiedenis van de partij, door de leden gekozen. Secretaris-generaal Annegret Kramp-Karrenbauer won met een kleine meerderheid van de voormalige fractievoorzitter Friedrich Merz. Het was voor het eerst sinds de jaren 60 dat de CDU-kanselier niet tegelijk ook partijvoorzitter was.
Kramp-Karrenbauer, die ook gezien werd als mogelijke opvolger van Merkel als bondskanselier, legde haar functie als partijleider vroegtijdig neer na een politieke crisis in de deelstaat Thüringen, waar de CDU met steun van de AfD Thomas Kemmerich (FDP) tot minister-president verkoos, die een dag later weer aftrad. In januari 2021 werd Armin Laschet, de toenmalige minister-president van Noordrijn-Westfalen, als haar opvolger gekozen. Onder leiding van Laschet draaiden de Bondsdagverkiezingen van 2021 voor CDU en CSU uit op een historische nederlaag: de christendemocraten moesten (net als in 2017) zware verliezen incasseren en bereikten met 24,1% van de stemmen hun slechtste resultaat ooit. Na zestien jaar bondskanselierschap van Angela Merkel verloor de CDU haar status als grootste partij van Duitsland aan de SPD van Olaf Scholz.
Door het onvermijdelijke vertrek van Laschet werd Friedrich Merz in januari 2022 alsnog partijleider. In vergelijking met zijn voorgangers Merkel en Laschet koos hij voor een rechtsere koers, onder meer door te pleiten voor een strenger migratiebeleid. Merz was namens de Union kanselierskandidaat bij de Bondsdagverkiezingen van 2025 en slaagde erin de partij weer de grootste van Duitsland te maken. Op 6 mei 2025 werd hij bondskanselier van het kabinet-Merz, waarin ook de SPD meeregeert.

### Relatie tot de CSU
In 1946 werd in Beieren de Christelijk-Sociale Unie in Beieren (CSU) opgericht. De CSU is geen afdeling van de CDU, maar een zelfstandige politieke partij die Beiers-nationaal en katholiek van karakter is. Dat betekent dat de CDU geen Landesverband in Beieren heeft, maar alleen in 15 van de 16 deelstaten. Omgekeerd heeft de CSU afdelingen alleen in Beieren. Bij verkiezingen zijn beide partijen geen concurrent van elkaar.
Wel werken beide partijen nauw met elkaar samen bij federale en europese verkiezingen. Ze benoemen een gezamenlijke Spitzenkandidat (of kanselierskandidaat) en strijden vaak op basis van een gezamenlijk verkiezingsprogramma. Wel is de CSU vrij erin te bepalen hoe vaak ze CDU-kandidaten naar verkiezingsbijeenkomsten in Beieren uitnodigt en hoe veel CDU-gezichten op haar eigen verkiezingsaffiches te zien zijn. In de Bondsdag vormen CDU en CSU een gezamenlijke fractie (de Unionsfraktion), in het Europees Parlement de CDU-CSU-Landesgruppe.

## De CDU in de Duitse deelstaten (1945-1952)
- Baden (Franse bezettingszone in Duitsland): Christlich-Soziale Volkspartei 1945-1947
- Baden (Amerikaanse bezettingszone in Duitsland): Christlich Demokratische Partei 1945-1947
- Baden-Württemberg: Christlich Demokratische Union 1952
- Beieren: Christlich-Soziale Union (CSU) 1946
- Berlijn: Christlich Demokratische Union Deutschlands (CDUD) 1945
- Bremen: Bremer Demokratische Volkspartei (BDV)[7] 1945-1946
- Bremen: Christlich Demokratische Union (CDU) 1946
- Brunswijk: Christlich Demokratische Union (CDU) 1945-1950
- Hamburg: Christlich Demokratische Union (CDU) 1945
- Hannover: Christlich Demokratische Union (CDU) 1945
- Hessen: Christlich-Demokratische Partei (CDP) (Frankfurt am Main) 1945-1945
- Hessen: Christlich Demokratische Union (CDU) 1945
- Lippe: Christlich Demokratische Partei Lippe (CDPL) 1945-1946
- Mecklenburg-Voor-Pommeren: Christlich Demokratische Union (CDU) 1945
- Neder-Saksen: Christlich Demokratische Union (CDU) 1950
- Noordrijn-Westfalen: Christlich Demokratische Union (CDU) 1946
- Oldenburg: Demokratische Union (DU) 1945-1946
- Oldenburg: Christlich Demokratische Partei (CDP) 1945-1950
- Rijnland: Christlich Demokratische Union (CDU) 1945-1946
- Rijnland-Palts: Christlich Demokratische Union (CDU) 1945
- Saarland: Christliche Volkspartei des Saarlandes (CVP) (pro-Frans) 1945
- Saarland: Christlich Demokratische Union (Saar) (CDU-Saar) (pro-Duits) 1952
- Saksen: Christlich-Soziale Volkspartei (CSVP) 1945-1945
- Saksen: Christlich Demokratische Union (CDU) 1945
- Saksen-Anhalt: Christlich Demokratische Union (CDU) 1945
- Sleeswijk-Holstein: Demokratische Union (DU) 1945-1946
- Sleeswijk-Holstein: Christlich Demokratische Union (CDU) 1946
- Sovjet-bezettingszone in Duitsland/DDR: Christlich-Demokratische Union Deutschlands (CDUD) 1945
- Thüringen: Christlich Demokratische Union (CDU) 1945
- Westfalen: Christlich-Demokratische Partei Westfalens (CDPW) 1945-1946
- Württemberg: Christlich Demokratische Union (CDU) 1945-1952
- Zuid-Baden: Badische Christlich-Soziale Volkspartei (BCSVP) 1945-1947
- Zuid-Baden: Christlich Demokratische Union (Südbaden) (CDU) 1947

## Standpunten
"Mens, natuur en milieu zijn door God geschapen" staat er vrij vertaald in het CDU-beginselprogramma uit 2007. De partij is gebouwd op de pijlers van het christendom. 
Vanwege het traditionele, christelijke karakter van de partij is het vanouds tegen abortus en euthanasie, terwijl men over het homohuwelijk verdeeld is binnen de partij. De CDU is voorstander van de sociale markteconomie, waarbij de vrije markt een rol speelt. Werken moet lonen. Belangrijk is dat de overheidsbegroting financieel degelijk is, de partij is tegen belastingverhogingen. 
De CDU is voor een streng, maar rechtvaardig asielbeleid. Waar mogelijk moeten asielzoekers worden opgevangen in de regio. Als er toch asiel wordt aangevraagd in Duitsland, moeten immigranten beter integreren en een dubbele nationaliteit wordt niet gepropageerd. Er moet meer politie op straat en men hecht sterke waarde aan defensie. De buitengrenzen van de EU moeten worden versterkt. 
De partij staat positief-kritisch tegenover de EU. Op het gebied van klimaat wil het de schepping behouden en bewaren en voldoen aan het Klimaatakkoord van Parijs, zij het minder ambitieus dan de linkse partijen. De CDU hecht waarde aan de landbouw en is daarom sceptisch tegenover een inkrimping van de veestapel.

## Partijleiders van de CDU
| Partijleiders | Partijleiders              | Partijleiders                      | Termijn                            | Leeftijd | Functie(s) als leider / Overige functie(s) | Functie(s) als leider / Overige functie(s) |
| ------------- | -------------------------- | ---------------------------------- | ---------------------------------- | -------- | --- | --- |
|               | Konrad Adenauer            | Konrad Adenauer (1876–1967)        | 1 maart 1946 – 23 maart 1966       | 70–88    | Voorzitter van de Parlementaire Raad (1948–1949) Lid van de Bondsdag (1949–1967) Bondskanselier (1949–1963) Bondsminister van Buitenlandse Zaken (1951–1955) | Burgemeester van Keulen (1917–1933, 1945) Voorzitter van de Staatsraad van Pruisen (1921–1933) |
|               | Ludwig Erhard              | Ludwig Erhard (1897–1977)          | 23 maart 1966 – 23 mei 1967        | 67–70    | Lid van de Bondsdag (1949–1977) Bondskanselier (1963–1966)                                                                                                   | Bondsminister van Economie (1949–1963) Vicekanselier (1957–1963) |
|               | Kurt Georg Kiesinger       | Kurt Georg Kiesinger (1904–1988)   | 23 mei 1967 – 5 oktober 1971       | 63–67    | Lid van de Bondsdag (1969–1976) Bondskanselier (1963–1966)                                                                                                   | Lid van de Bondsdag (1949–1959, 1976–1980) Minister-president van Baden-Württemberg (1958–1966) Voorzitter van de Bondsraad (1962–1963)                                                                                    |
|               | Rainer Barzel              | Rainer Barzel (1924–2006)          | 5 oktober 1971 – 13 juni 1973      | 47–48    | Lid van de Bondsdag (1957–1987) Fractievoorzitter in de Bondsdag (1964–1973)                                                                                 | Bondsminister voor Oost-Duitse Betrekkingen (1962–1963, 1982–1983) Voorzitter van de Bondsdag (1983–1984) |
|               | Helmut Kohl                | Helmut Kohl (1930–2017)            | 13 juni 1973 – 8 november 1998     | 43–68    | Minister-president van Rijnland-Palts (1969–1976) Lid van de Bondsdag (1976–2002) Fractievoorzitter in de Bondsdag (1976–1982) Bondskanselier (1982–1998)    | |
|               | Wolfgang Schäuble          | Wolfgang Schäuble (1942–2023)      | 8 november 1998 – 16 februari 2000 | 56–57    | Lid van de Bondsdag (1972–heden) Fractievoorzitter in de Bondsdag (1991–2000)                                                                                | Chef des Bundeskanzleramts (1984–1989) Minister zonder portefeuille (1984–1989) Bondsminister van Binnenlandse Zaken (1989–1991, 2005–2006) Bondsminister van Financiën (2009–2017) Voorzitter van de Bondsdag (2017–2021) |
| Vacant        |                            |                                    |                                    |          | | |
|               | Angela Merkel              | Angela Merkel (1954)               | 10 april 2000 – 8 december 2018    | 45–64    | Lid van de Bondsdag (1990–2021) Fractievoorzitter in de Bondsdag (2002–2005) Bondskanselier (2005–2021)                                                      | Bondsminister voor Vrouwen en Jeugd (1991–1994) Bondsminister van Milieu, Klimaat en Kernveiligheid (1994–1998) |
|               | Annegret Kramp-Karrenbauer | Annegret Kramp- Karrenbauer (1962) | 8 december 2018 – 22 januari 2021  | 56–58    | Bondsminister van Defensie (2019–2021) | Lid van de Bondsdag (1998) Minister-president van Saarland (2011–2018) |
|               | Armin Laschet              | Armin Laschet (1961)               | 22 januari 2021 – 31 januari 2022  | 59–60    | Minister-president van Noordrijn-Westfalen (2017–2021) Lid van de Bondsdag (2021–heden)                                                                      | Lid van de Bondsdag (1994–1998) Lid van het Europees Parlement (1999–2005) |
|               | Friedrich Merz             | Friedrich Merz (1955)              | 31 januari 2022 – heden            | 66–      | Lid van de Bondsdag (2021–heden) Fractievoorzitter in de Bondsdag (2022–2025) Bondskanselier (2025–heden)                                                    | Lid van het Europees Parlement (1989–1994) Fractievoorzitter in de Bondsdag (2000–2002) Lid van de Bondsdag (1994–2009) |

## Secretarissen-generaal
| 1962–1966  | Josef Hermann Dufhues      |
| 1966–1971  | Bruno Heck                 |
| 1971–1973  | Konrad Kraske              |
| 1973–1977  | Kurt Biedenkopf            |
| 1977–1989  | Heiner Geissler            |
| 1989–1992  | Volker Rühe                |
| 1992–1998  | Peter Hintze               |
| 1998–2000  | Angela Merkel              |
| 2000       | Ruprecht Polenz            |
| 2000–2004  | Laurenz Meyer              |
| 2005       | Volker Kauder              |
| 2005–2009  | Ronald Pofalla             |
| 2009–2013  | Hermann Gröhe              |
| 2013–2018  | Peter Tauber               |
| 2018       | Annegret Kramp-Karrenbauer |
| 2018–2022  | Paul Ziemiak               |
| 2022–2023  | Mario Czaja                |
| sinds 2023 | Carsten Linnemann          |

## Bondskanseliers en bondspresidenten
De volgende CDU-politici hebben gediend als bondskanselier van Duitsland:
- Konrad Adenauer (1949–1963)
- Ludwig Erhard (1963–1966)
- Kurt Georg Kiesinger (1966–1969)
- Helmut Kohl (1982–1998)
- Angela Merkel (2005–2021)
- Friedrich Merz (sinds 2025)

De volgende CDU-politici hebben gediend als bondspresident van Duitsland:
- Heinrich Lübke (1959–1969)
- Karl Carstens (1979–1984)
- Richard von Weizsäcker (1984–1994)
- Roman Herzog (1994–1999)
- Horst Köhler (2004–2010)
- Christian Wulff (2010–2012)

## Verkiezingsuitslagen

### Bondsdagverkiezingen
De CDU behaalde de volgende resultaten bij de verkiezingen voor de Bondsdag:
| Jaar | Kanselierskandidaat (namens de Union) | Percentage | Zetels    | Positie na verkiezingen                              |
| ---- | ------------------------------------- | ---------- | --------- | ---------------------------------------------------- |
| 1949 | Konrad Adenauer                       | 25,2%      | 115 / 402 | coalitieregering (Adenauer I)                        |
| 1953 | Konrad Adenauer                       | 36,4%      | 197 / 509 | coalitieregering (Adenauer II)                       |
| 1957 | Konrad Adenauer                       | 39,7%      | 222 / 519 | coalitieregering (Adenauer III)                      |
| 1961 | Konrad Adenauer                       | 35,8%      | 201 / 521 | coalitieregering (Adenauer IV, Adenauer V, Erhard I) |
| 1965 | Ludwig Erhard                         | 38,0%      | 202 / 518 | coalitieregering (Erhard II, Kiesinger)              |
| 1969 | Kurt Georg Kiesinger                  | 36,6%      | 201 / 518 | oppositie                                            |
| 1972 | Rainer Barzel                         | 35,2%      | 186 / 518 | oppositie                                            |
| 1976 | Helmut Kohl                           | 38,0%      | 201 / 518 | oppositie                                            |
| 1980 | Franz Josef Strauß (CSU)              | 34,2%      | 185 / 519 | oppositie (1980–1982) coalitieregering (Kohl I)      |
| 1983 | Helmut Kohl                           | 38,2%      | 202 / 520 | coalitieregering (Kohl II)                           |
| 1987 | Helmut Kohl                           | 34,5%      | 185 / 519 | coalitieregering (Kohl III)                          |
| 1990 | Helmut Kohl                           | 36,7%      | 268 / 662 | coalitieregering (Kohl IV)                           |
| 1994 | Helmut Kohl                           | 34,2%      | 244 / 672 | coalitieregering (Kohl V)                            |
| 1998 | Helmut Kohl                           | 28,4%      | 198 / 669 | oppositie                                            |
| 2002 | Edmund Stoiber (CSU)                  | 29,5%      | 190 / 603 | oppositie                                            |
| 2005 | Angela Merkel                         | 27,8%      | 180 / 614 | coalitieregering (Merkel I)                          |
| 2009 | Angela Merkel                         | 27,3%      | 194 / 622 | coalitieregering (Merkel II)                         |
| 2013 | Angela Merkel                         | 34,1%      | 255 / 631 | coalitieregering (Merkel III)                        |
| 2017 | Angela Merkel                         | 26,8%      | 200 / 709 | coalitieregering (Merkel IV)                         |
| 2021 | Armin Laschet                         | 19,0%      | 152 / 736 | oppositie                                            |
| 2025 | Friedrich Merz                        | 22,6%      | 164 / 630 | coalitieregering (Merz)                              |

### Landdagverkiezingen
In 15 van de 16 Duitse deelstaten is de CDU vertegenwoordigd in het deelstaatparlement (in de meeste gevallen de Landdag genoemd). In Beieren komt niet de CDU, maar zusterpartij CSU op. Bij de meest recente deelstaatverkiezingen behaalde de CDU de volgende resultaten:
| Deelstaat                 | Jaar | Percentage | Zetels   | Positie na verkiezingen           | Eventuele regeringsleider namens CDU |
| ------------------------- | ---- | ---------- | -------- | --------------------------------- | ------------------------------------ |
| Baden-Württemberg         | 2021 | 24,1%      | 42 / 154 | coalitieregering (met B'90/Grüne) | –                                    |
| Berlijn                   | 2023 | 28,2%      | 52 / 147 | coalitieregering (met SPD)        | Kai Wegner                           |
| Brandenburg               | 2024 | 12,1%      | 12 / 88  | oppositie                         | –                                    |
| Bremen                    | 2023 | 26,2%      | 24 / 84  | oppositie                         | –                                    |
| Hamburg                   | 2025 | 19,8%      | 26 / 121 | oppositie                         | –                                    |
| Hessen                    | 2023 | 34,6%      | 52 / 133 | coalitieregering (met SPD)        | Boris Rhein                          |
| Mecklenburg-Voor-Pommeren | 2021 | 13,3%      | 12 / 79  | oppositie                         | –                                    |
| Nedersaksen               | 2022 | 28,1%      | 47 / 146 | oppositie                         | –                                    |
| Noordrijn-Westfalen       | 2022 | 35,7%      | 76 / 195 | coalitieregering (met B'90/Grüne) | Hendrik Wüst                         |
| Rijnland-Palts            | 2021 | 27,7%      | 31 / 101 | oppositie                         | –                                    |
| Saarland                  | 2022 | 28,5%      | 19 / 51  | oppositie                         | –                                    |
| Saksen                    | 2024 | 31,9%      | 41 / 120 | coalitieregering (met SPD)        | Michael Kretschmer                   |
| Saksen-Anhalt             | 2021 | 37,1%      | 40 / 97  | coalitieregering (met SPD en FDP) | Reiner Haseloff                      |
| Sleeswijk-Holstein        | 2022 | 43,4%      | 34 / 69  | coalitieregering (met B'90/Grüne) | Daniel Günther                       |
| Thüringen                 | 2024 | 23,6%      | 23 / 88  | coalitieregering (met BSW en SPD) | Mario Voigt                          |

### Europese verkiezingen
De CDU behaalde de volgende resultaten bij de verkiezingen voor het Europees Parlement:
| Jaar | Percentage | Zetels  |
| ---- | ---------- | ------- |
| 1979 | 39,1%      | 34 / 81 |
| 1984 | 37,5%      | 34 / 81 |
| 1989 | 29,5%      | 25 / 81 |
| 1994 | 32,0%      | 39 / 99 |
| 1999 | 39,3%      | 43 / 99 |
| 2004 | 36,5%      | 40 / 99 |
| 2009 | 30,6%      | 34 / 99 |
| 2014 | 30,0%      | 29 / 96 |
| 2019 | 22,6%      | 23 / 96 |
| 2024 | 23,7%      | 23 / 96 |

## De CDU in Europa
Op Europees niveau behoort de CDU tot de Europese Volkspartij (EVP). In het Europees Parlement maakt de partij dan ook deel uit van de Fractie van de Europese Volkspartij.
De volgende CDU-politici hebben gediend als voorzitter van het Europees Parlement:
- Hans Furler (1960–1962)
- Egon Klepsch (1992–1994)
- Hans-Gert Pöttering (2007–2009)

De volgende CDU-politici hebben gediend als Eurocommissaris:
- Walter Hallstein (1958–1967) (Voorzitter van de Europese Economische Gemeenschap)
- Hans von der Gröben (1958–1970)
- Fritz Hellwig (1967–1970)
- Karl-Heinz Narjes (1981–1989)
- Günther Oettinger (2010–2019)
- Ursula von der Leyen (sinds 2019) (Voorzitter van de Europese Commissie)